# Augenerilepidonotus dictyolepis
Augenerilepidonotus dictyolepis är en ringmaskart som först beskrevs av William Aitcheson Haswell 1883.  Augenerilepidonotus dictyolepis ingår i släktet Augenerilepidonotus och familjen Polynoidae. Inga underarter finns listade i Catalogue of Life.